# Porte d'Auteuil (métro de Paris)
Porte d'Auteuil est une station de la ligne 10 du métro de Paris, située dans le 16e arrondissement de Paris.

## Situation
La station est établie à l'ouest du quartier d'Auteuil, sous la place de la Porte-d'Auteuil, et orientée est-ouest selon l'axe de la rue d'Auteuil d'une part et de l'avenue du Général-Sarrail d'autre part. Localisée au nord-ouest de la boucle d'Auteuil, elle s'intercale entre les stations Boulogne - Jean Jaurès et Michel-Ange - Auteuil, la première lui étant distante de près de 1 600 mètres vers le sud-ouest.
En direction de Boulogne - Pont de Saint-Cloud, elle est précédée d'un raccordement de service avec la ligne 9, embranché en talon depuis Michel-Ange - Auteuil, puis se prolonge par un tunnel à trois voies, l'une d'elles se détachant vers Boulogne, tandis que les deux autres se rejoignent vers Michel-Ange - Molitor ; la troisième donne par ailleurs naissance à un raccordement avec l'atelier d'Auteuil, ainsi qu'à la « voie Murat » qui la relie également à la ligne 9 via la station fantôme Porte Molitor.

## Histoire
La station est ouverte le 30 septembre 1913 en tant que terminus occidental de la ligne 8 (depuis Opéra), en remplacement du terminus provisoire de Beaugrenelle (aujourd'hui Charles Michels). Elle constitue alors l'extrémité ouest de la boucle d'Auteuil, les trains venus de l'est par la section nord de celle-ci repartant dans cette direction via sa section sud, soit en sens inverse des aiguilles d'une montre.
Elle doit sa dénomination à son implantation à la porte d'Auteuil, ouverture des fortifications de 1860 qui contrôlait la route de Boulogne. En 1871, les Versaillais pénétrèrent dans Paris par la rue d'Auteuil après s’être emparé des portes d'Auteuil et de Saint-Cloud.
Dans la nuit du 26 au 27 juillet 1937, la station est transférée de la ligne 8 à la ligne 10, de même que l'ensemble du tronçon de Porte d'Auteuil à La Motte-Picquet - Grenelle, dans le cadre du remaniement des lignes 8, 10 et de l'ancienne ligne 14, lorsque la première fut redirigée vers son terminus actuel de Balard. Le service jusqu'à Jussieu n'est toutefois assuré qu'à partir du 29 juillet, la ligne se limitant dans un premier temps à La Motte-Picquet - Grenelle à l'est.
Alors terminus de la ligne 10, Porte d'Auteuil devient une station de passage le 3 octobre 1980 à la suite de la mise en service du prolongement jusqu'à Boulogne - Jean Jaurès, lequel est alors emprunté par une rame sur deux avant 18 h 40. Le restant des circulations avaient pour terminus Gare d'Austerlitz via la station Michel-Ange - Molitor, et la RATP faisait alors figurer sur ses plans du métro la portion de boucle permettant de joindre cette dernière station depuis Porte d'Auteuil. Cette courte section n'est depuis plus utilisée ordinairement, les trains circulant dorénavant vers Boulogne - Pont de Saint-Cloud à l'exception du premier service quotidien ainsi que de quelques rares autres circulations en semaine au début de l'heure de pointe.
Dans les années 1980, la station avait la particularité de posséder des banquettes maçonnées de style « Andreu-Motte » sur ses quais sans le restant du mobilier typique de cette décoration. Elles étaient recouvertes de carrelage plat rouge et surmontées de sièges « coque » de même teinte, caractéristiques de ce style.
Dans le cadre du programme « Renouveau du métro » de la RATP, les couloirs de la station et l'éclairage des quais ont été rénovés dans le courant des années 2000.
En 2019, 622 094 voyageurs sont entrés à cette station ce qui la place à la 296e position des stations de métro pour sa fréquentation sur 302,.
En 2020, avec la crise du Covid-19, 262 784 voyageurs sont entrés dans cette station, ce qui la place à la 298e position sur 304 des stations de métro pour sa fréquentation,.
En 2021, la fréquentation remonte progressivement, avec 375 748 voyageurs qui sont entrés dans cette station ce qui la place à la 299e position des stations de métro pour sa fréquentation sur 304,.

## Services aux voyageurs

### Accès
La station dispose de trois accès, tous constitués d'escaliers fixes : 
- l'accès 1 « Boulevard Murat - Parc des Princes - Roland-Garros », agrémenté d'une balustrade et d'un candélabre de type Dervaux, débouchant à l'ouest de la place de la porte-d'Auteuil, au sein de la gare routière dédiée aux bus ;
- l'accès 2 « Hippodrome », également doté d'un entourage et d'un mât de style Dervaux, se trouvant en bordure nord de l'amorce de la route d'Auteuil aux Lacs, au droit de l'entrée de l'hippodrome d'Auteuil ;
- l'accès 3 « Rue d'Auteuil », orné d'un édicule Guimard faisant l'objet d'une inscription au titre des monuments historiques (arrêté du 12 février 2016)[14], se situant sur le terre-plein au débouché de cette rue, du boulevard de Montmorency et du boulevard Exelmans.

Accès à la station
L'accès no 1 « Boulevard Murat ».
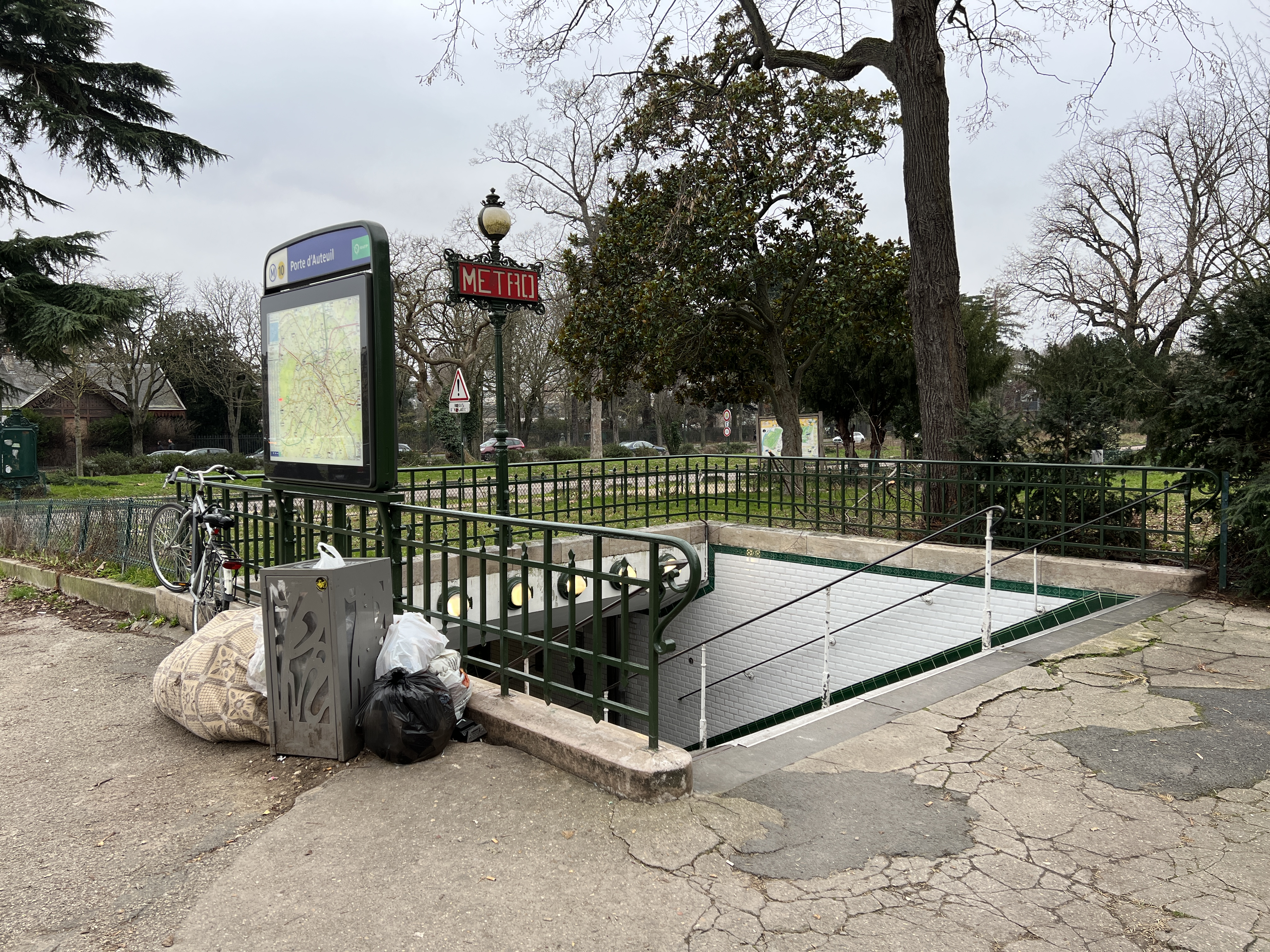
L'accès no 2 « Hippodrome ».
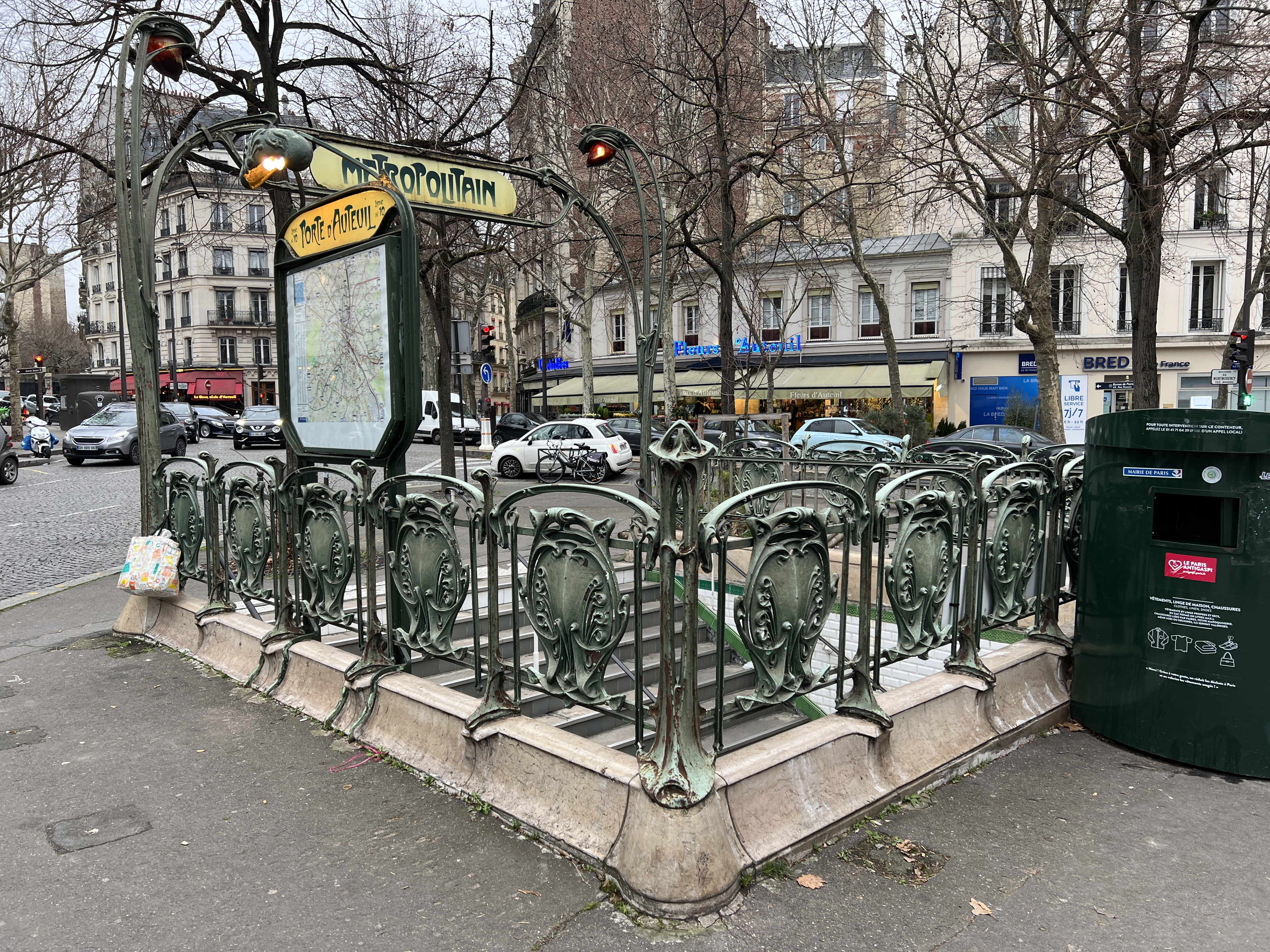
L'accès no 3 « Rue d'Auteuil ».

### Quais
La station présente une configuration particulière en raison de son ancien statut de terminus. Elle possède trois voies encadrant deux quais en îlot sous une voûte elliptique et les trains circulent essentiellement sur la voie la plus au nord, les deux autres voies étant affectées au stationnement de longue durée. Toutefois, les quelques missions empruntant encore la boucle d'Auteuil vers la station Gare d'Austerlitz transitent par la voie centrale.
La décoration se rapproche du style utilisé pour la majorité des stations de métro : les bandeaux d'éclairage sont blancs et arrondis dans le style « Gaudin » du renouveau du métro des années 2000, et les carreaux en céramique blancs biseautés recouvrent les piédroits, la voûte et les tympans. Les cadres publicitaires sont en faïence de couleur miel dans un style proche de la CMP d'origine ; toutefois, le nom de la station, également en faïence, a la particularité d'être inscrit à la fois entre ces cadres et au-dessus de ceux-ci, et serti d'un entourage en céramique marron. Les sièges de style « Akiko » sont de couleur bordeaux et uniquement disposés sur le quai nord.

### Intermodalité
La station est desservie par les lignes 32, 52, 88, PC, 123 et 241 du réseau de bus RATP.
La station offrait, jusqu'en janvier 1985, une correspondance à la gare d'Auteuil-Boulogne avec les trains de la ligne de Pont-Cardinet à Auteuil – Boulogne.

## À proximité
- Fontaine l'Amour
- Petite Ceinture du 16e
- Stade Roland-Garros
- Lycée Jean-de-La-Fontaine
- Stade Jean-Bouin
- Jardin des Poètes
- Jardin des serres d'Auteuil
- Hippodrome d'Auteuil
- Bois de Boulogne

## Galerie de photographies

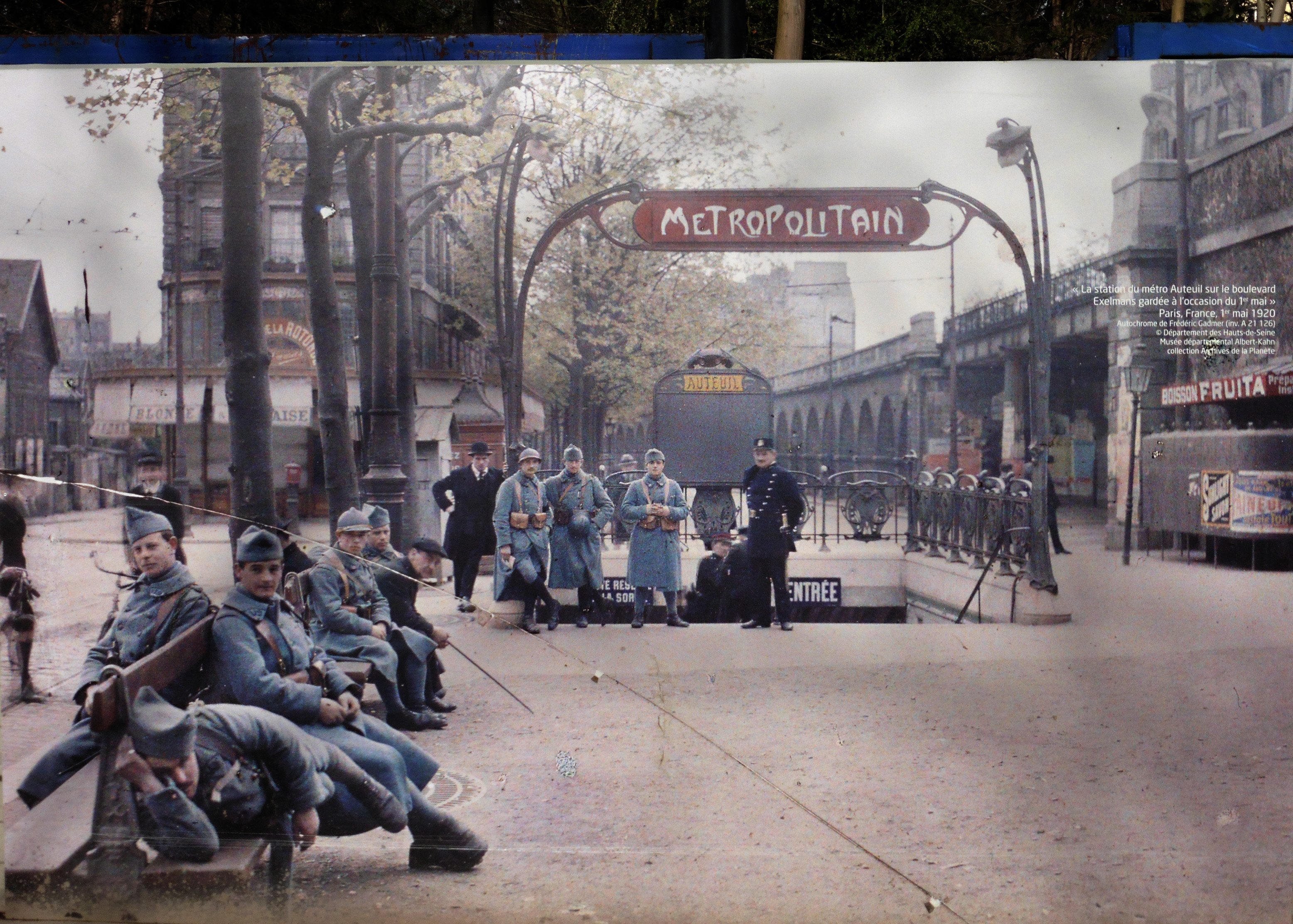
L'édicule Guimard en 1920.
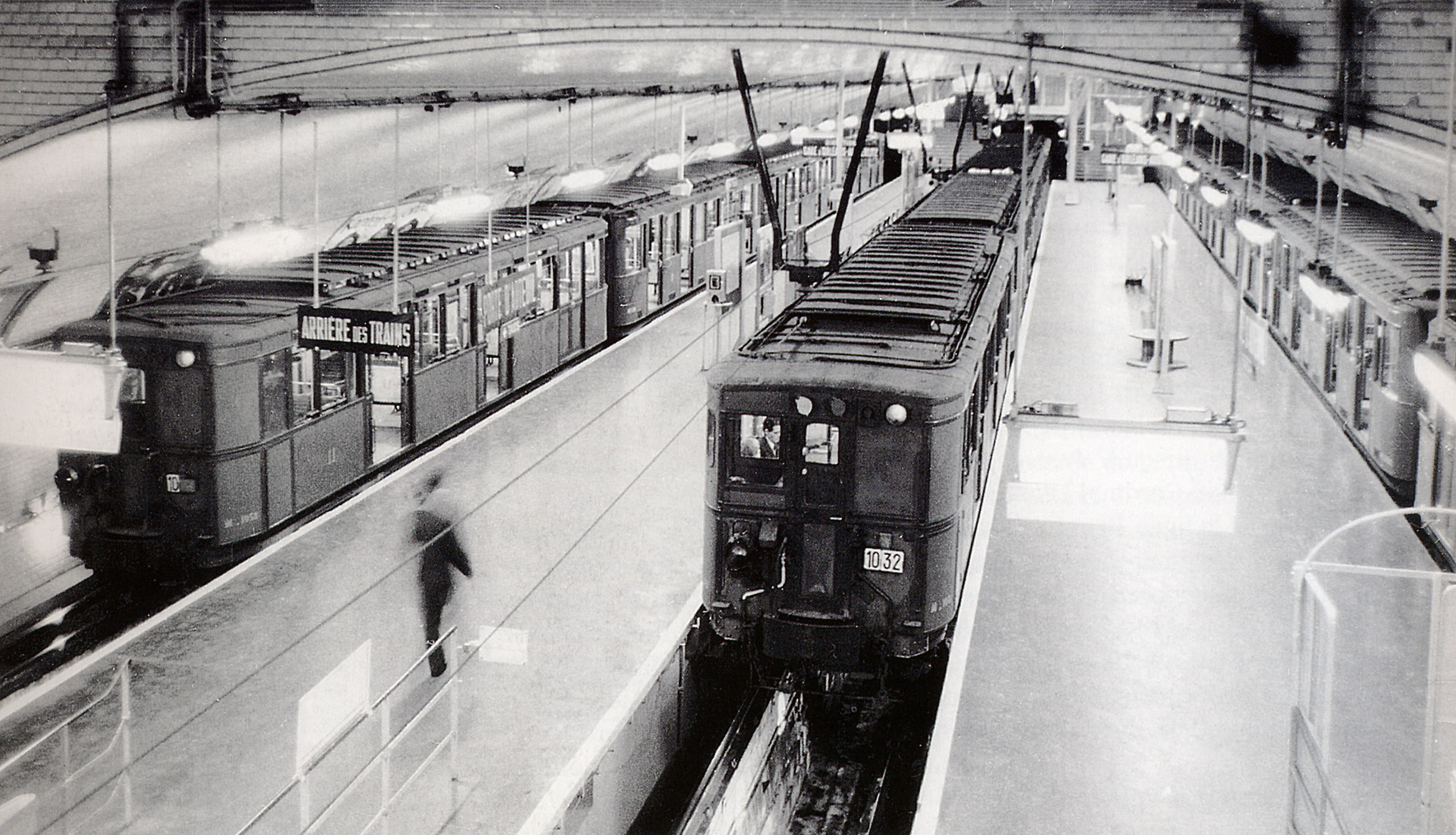
La station vers 1970, alors terminus de la ligne.
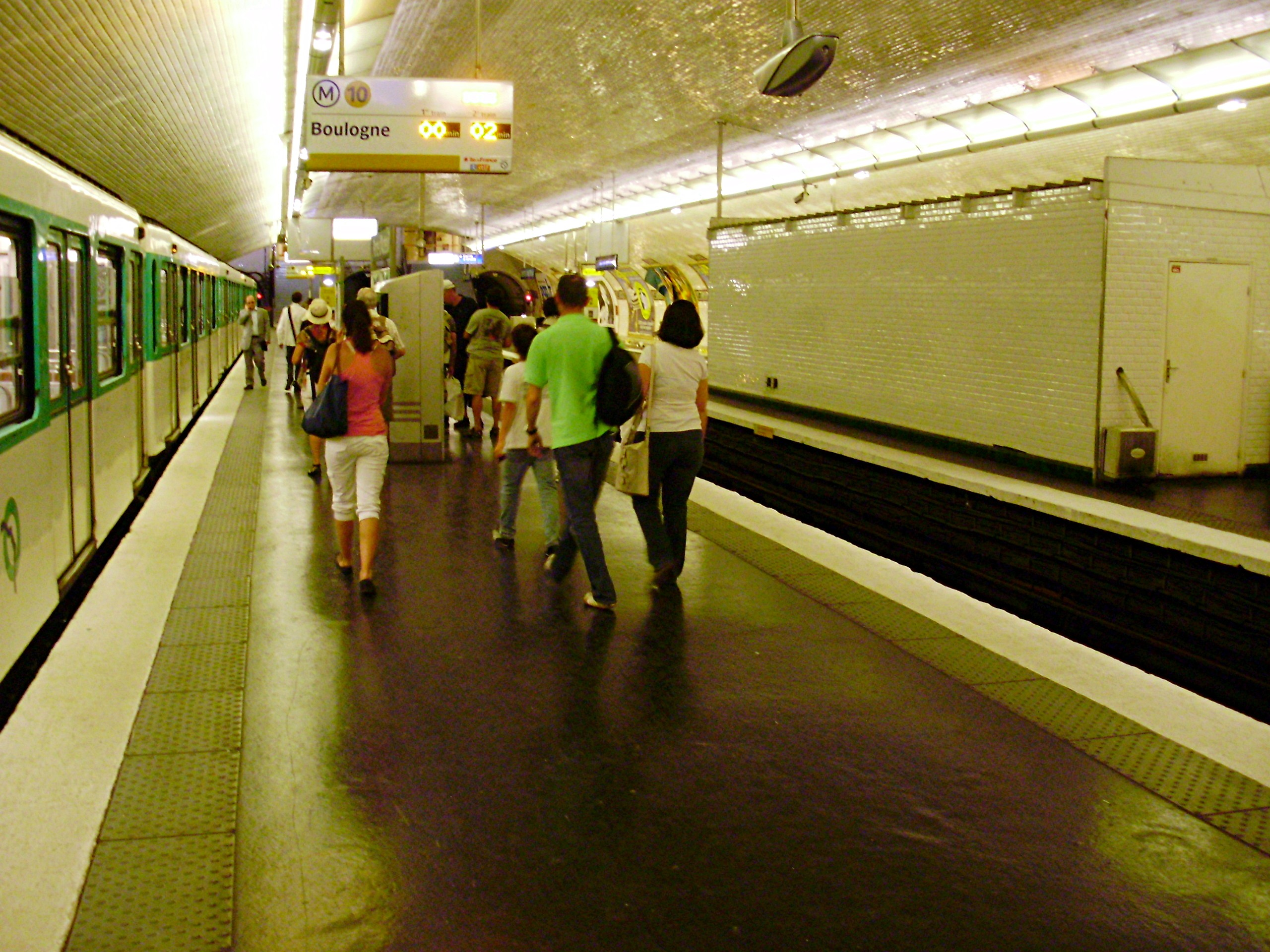
Quai depuis l'extrémité ouest (à gauche, le métro est en garage de longue durée).
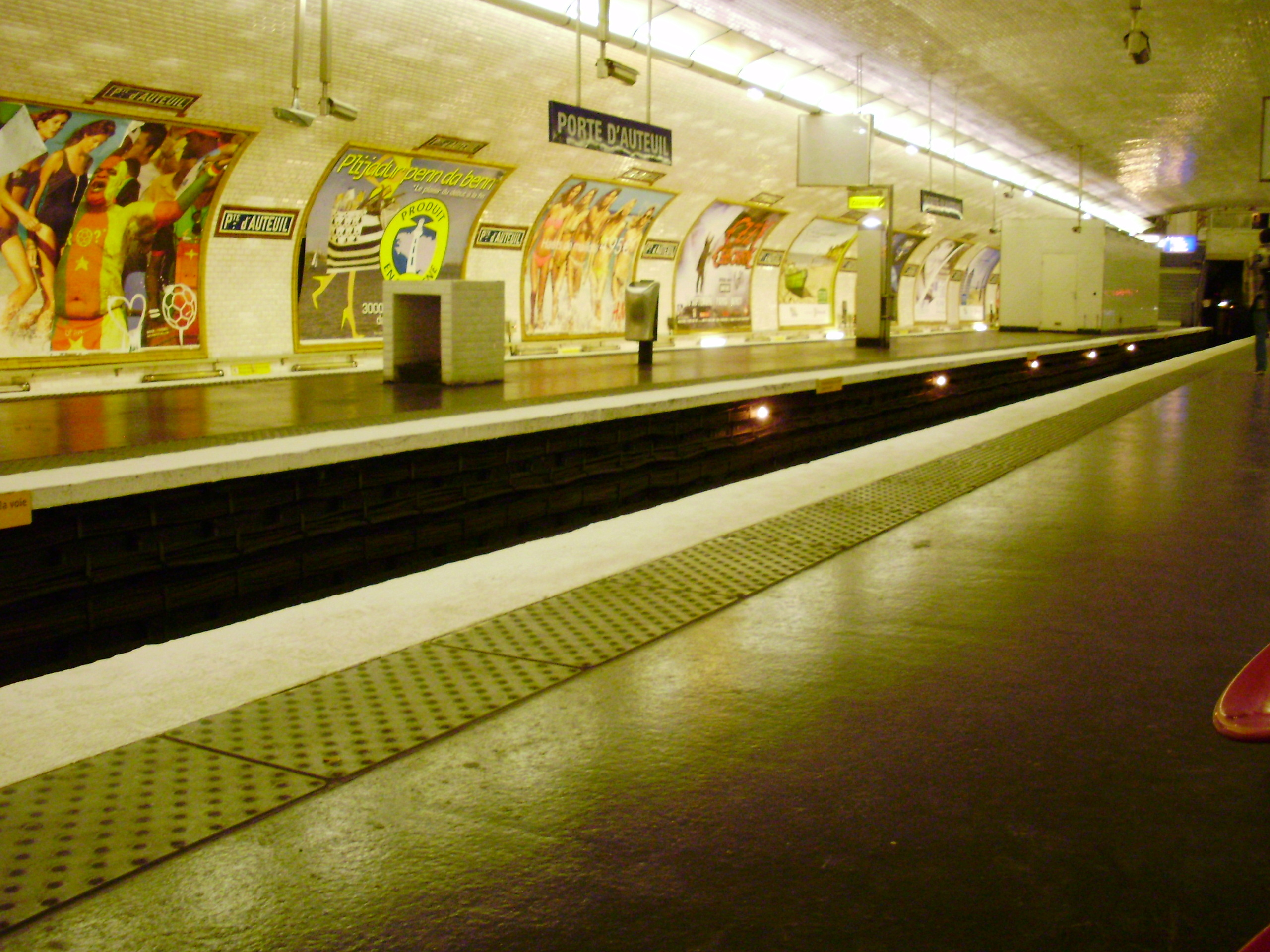
Quai depuis l'extrémité est (à droite : direction Boulogne).